# لوغاريتم ثنائي

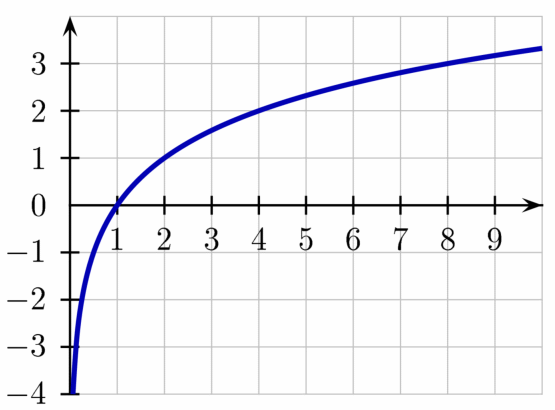
بيان لدالة log_{2} n

في الرياضيات، اللوغارتيم الثنائي (بالإنجليزية: Binary logarithm)‏ ورمزه (log2 n) هو لوغاريتم قاعدته اثنان.

## تطبيقات

### نظرية المعلومات
انظر نظرية المعلومات.